# Албин Видовић
Албин Видовић (Загреб, 11. фебруар 1943—Бјеловар, 8. март 2018) био је југословенски и хрватски рукометаш и југословенски репрезентативац, освајач златне олимпијске медаље 1972.
Рукометну каријеру започео је у рукометном клубу Жељезничар из Бјеловара, 1956. године, а за рукометни клуб Партизан из Бјеловара играо је од 1960. године, играо је дуги низ година, као један од главних играча, освојио титуле првака државе 1967, 1968, 1970, 1971. и 1972. године и Куп европских шампиона 1972. године. 
Играо је за репрезентацију Југославије 44 пута и постигао 48 погодака, а два пута је играо и за младу репрезентацију. 
Са репрезентацијом освојио је златне медаље на Медитеранским играма 1967. године у Тунису и на Олимпијским играма 1972. године у Минхену. 
Његов син Зенон Видовић је такође рукометаш и играо је за рукометни клуб Бјеловар.